# Nicolau de Grècia (príncep de Grècia)
Nicolau de Grècia, príncep de Grècia (Atenes 1872 - 1938) Príncep de Grècia i de Dinamarca. Fill del rei Jordi I de Grècia i de la gran duquessa Olga de Rússia. Ell s'expressava de la següent manera de la condició de príncep: "Poca gent és capaç d'adonar-se que les famílies reials són compostes per persones... Néixer príncep és un accident que rares vegades és un privilegi".
Estudià la carrera militar a l'escola Evelpedes al port del Pireu i amb un tutor francosuís al mateix palau reial d'Atenes. Al llarg de la dècada de 1890 participà en nombrosos actes socials en representació dels seus pares: La coronació del tsar Nicolau II de Rússia, el casament de la princesa Maud del Regne Unit, al casament del príncep Danilo de Montenegro amb la gran duquessa Jutta de Mecklenburg-Strelitz i a la majoria d'edat del rei Alfons XIII d'Espanya.
L'any 1902 es casà amb la gran duquessa Helena de Rússia, filla del gran duc Vladimir de Rússia i de la gran duquessa Maria de Mecklenburg-Schwerin al palau de Tsarskoie Selo. D'aquest casament en naixeren tres filles:
- Olga de Grècia nascuda el 1903 a Atenes i morta el 1997 a París. Es casà amb el príncep regent Pau de Iugoslàvia.
- Elisabet de Grècia nascuda el 1904 a Atenes i morta el 1953 a Múnic. Es casà amb el comte Toerring-Jettenbach.
- Marina de Grècia nascuda el 1906 a Atenes i morta el 1968 a Londres. Es casà amb el príncep Jordi del Regne Unit.

L'any 1917 partiren a l'exili amb la resta de la família reial i s'instal·laren a Suïssa per posteriorment passar a França, on Nicolau, per tal de guanyar diners, es dedicà a l'ensenyament del dibuix i la pintura. Certament la caiguda de la monarquia grega i la revolució russa havien arruïnat la família del príncep Nicolau, que fou un reconegut artista.
L'any 1936 retornen a Grècia i s'instal·len a Atenes on dos anys després el príncep mor i és enterrat a Tatoi.